# میرقاسم چشم آذر
میرقاسم چشم آذر - رئیس فرقه دموکرات آذربایجان در سال‌های ۱۹۵۴ تا ۱۹۵۹،  در زمان حکومت خودمختار آذربایجان فرمانده کل دستهٔ فدایی‌های تبریز، معاون سیدجعفر پیشه‌وری و رئیس کمیتهٔ رادیو آذربایجان بوده‌است.

## زندگی
میرقاسم چشم آذر در سال ۱۹۲۰ به دنیا آمده‌است.
او عضو کمیته تبریز حزب توده بود که در سال ۱۹۴۴ تأسیس شد. او عضو کمیته مرکزی حزب دمکرات آذربایجان بود. از ۱۰ دسامبر ۱۹۴۵ تا ۱۵ ژانویه ۱۹۴۷ فرمانده گروه فداییان تبریز و از ژانویه تا ژوئن ۱۹۴۶ دستیار سید جعفر پیشه‌وری بود. در ۲۶ آوریل ۱۹۴۶ رئیس رادیو تبریز بود که زیر نظر کمیته رادیو آذربایجان افتتاح شد.در ۳ سپتامبر ۱۹۴۶ در اولین سالگرد تأسیس حزب دمکرات آذربایجان به دلیل شرکت در نهضت ملی و دموکراتیک نشان «ستارخان» به وی اعطا شد. در سال ۱۹۴۶ به منظور جلوگیری از ورود ارتش تهران به آذربایجان، میرقاسم چشم‌آذر همراه با سید جعفر پیشه‌وری «دستهٔ مقاومت بابک» را تأسیس کردند.
وی بعد از فروپاشی حکومت ملی آذربایجان به باکو رفت. در آنجا از تز علمی «تأسیس حکومت ملی آذربایجان و فعالیت آن» دفاع کرده و کاندیدای درجهٔ پروفسوری در علوم تاریخی شد. وی در قسمت موسوم به «تاریخ آذربایجان جنوبی» آکادمی شرق‌شناسی ضیا بنیادوف فعالیت داشت.
میرقاسم چشم‌آذر در سال ۱۹۵۴ در کنفرانس فرقهٔ دموکرات آذربایجان به عنوان رئیس حزب انتخاب شد. از سال‌های ۱۹۵۴ تا ۱۹۵۹ صدر حزب دموکرات آذربایجان بود.وی از اعضای جنبش آزادی‌خواه ملی آذربایجان در سال ۱۹۸۸ آغاز شده بود.او در سال ۲۰۰۰  فوت کرد.